# حزب العمال الثوري العربي
حزب العمال الثوري العربي هو حزب سياسي نشط في العراق وسوريا. اعتبارا من عام 2008 الأمين العام للحزب هو عبد الحافظ حافظ. اعتبارا من عام 2011 رئيس الحزب هو طارق أبو الحسن.
تأسس الحزب في عام 1966 من قبل ياسين الحافظ كمجموعة ماركسية منشقة من حزب البعث العربي الاشتراكي. رفض الحزب الأيديولوجية البعثية لميشيل عفلق على أنها رجعية ومتخلفة المظهر. بدلا من ذلك اختار الحزب الاشتراكية العلمية. كان آخر زعيم بارز سابق للحزب علي صلاح سعدي. هذا الانقسام في حزب البعث ظهر بالتوازي مع نمو المعارضة اليسارية في حركة القوميين العرب.
كان الحزب نشطا في لبنان خلال السبعينات. خلال السنوات الأولى من الحرب الأهلية اللبنانية (1975-1976) عاش الحافظ في بيروت. توفي الحافظ في بيروت في أكتوبر 1978.
خلال ربيع دمشق في الفترة الأولى من حكم بشار الأسد يمكن للحزب أن يلتقي إلى حد ما دون عائق تحت ستار منتدى اليسار. قرر الحزب جنبا إلى جنب مع الجماعات اليسارية الأخرى في سوريا مقاطعة الانتخابات البرلمانية لعام 2003. كان الحزب أحد القوى التي تقف وراء التجمع الوطني الديمقراطي وإعلان دمشق للتغيير الوطني الديمقراطي.
الحزب هو جزء من المعارضة السورية وكان نشطا في مرحلة الانتفاضة المدنية من الحرب الأهلية السورية. في 30 يونيو 2011 شارك الحزب في تشكيل هيئة التنسيق الوطنية لقوى التغيير الديمقراطي. تم ضم عضو المكتب السياسي للحزب حازم النهار إلى رئاسة الهيئة. في 10 أكتوبر 2011 قرر الحزب الانسحاب من التنسيق لكنه احتفظ بالتزامه بالعمل مع التجمع الوطني الديمقراطي.